# Alemania en los Juegos Olímpicos de Pyeongchang 2018
Alemania estuvo representada en los Juegos Olímpicos de Pyeongchang 2018 por un total de 156 deportistas que compitieron en 14 deportes. Responsable del equipo olímpico fue la Confederación Deportiva Olímpica Alemana, así como las federaciones deportivas nacionales de cada deporte con participación.
El portador de la bandera en la ceremonia de apertura fue el esquiador de combinada nórdica Eric Frenzel.

## Medallistas
El equipo olímpico alemán obtuvo las siguientes medallas:
| Nombre                                                           | Deporte            | Competición                 |
| ---------------------------------------------------------------- | ------------------ | --------------------------- |
| Oro                                                              |                    |                             |
| Laura Dahlmeier                                                  | Biatlón            | Velocidad 7,5 km F          |
| Laura Dahlmeier                                                  | Biatlón            | Persecución 10 km F         |
| Arnd Peiffer                                                     | Biatlón            | Velocidad 10 km M           |
| Francesco Friedrich Thorsten Margis                              | Bobsleigh          | Doble M                     |
| Francesco Friedrich Candy Bauer Martin Grothkopp Thorsten Margis | Bobsleigh          | Cuádruple M                 |
| Mariama Jamanka Lisa Buckwitz                                    | Bobsleigh          | Doble F                     |
| Johannes Rydzek                                                  | Combinada nórdica  | TG + 10 km M                |
| Eric Frenzel                                                     | Combinada nórdica  | TN + 10 km M                |
| Vinzenz Geiger Fabian Rießle Eric Frenzel Johannes Rydzek        | Combinada nórdica  | TG + 4 × 5 km M             |
| Natalie Geisenberger                                             | Luge               | Individual F                |
| Tobias Wendl Tobias Arlt                                         | Luge               | Doble M                     |
| Natalie Geisenberger Johannes Ludwig Tobias Wendl Tobias Arlt    | Luge               | Relevo por equipos          |
| Aliona Savchenko Bruno Massot                                    | Patinaje artístico | Parejas                     |
| Andreas Wellinger                                                | Saltos en esquí    | Trampolín normal M          |
| Plata                                                            |                    |                             |
| Simon Schempp                                                    | Biatlón            | Salida en grupo M           |
| Nico Walther Kevin Kuske Alexander Rödiger Eric Franke           | Bobsleigh          | Cuádruple M                 |
| Fabian Rießle                                                    | Combinada nórdica  | TG + 10 km M                |
| Equipo                                                           | Hockey sobre hielo | Torneo M                    |
| Dajana Eitberger                                                 | Luge               | Individual F                |
| Katharina Althaus                                                | Saltos en esquí    | Trampolín normal F          |
| Andreas Wellinger                                                | Saltos en esquí    | Trampolín largo M           |
| Karl Geiger Stephan Leyhe Richard Freitag Andreas Wellinger      | Saltos en esquí    | Trampolín grande por eqs. M |
| Jacqueline Lölling                                               | Skeleton           | Individual F                |
| Selina Jörg                                                      | Snowboard          | Eslalon gigante paralelo F  |
| Bronce                                                           |                    |                             |
| Laura Dahlmeier                                                  | Biatlón            | Individual 15 km F          |
| Benedikt Doll                                                    | Biatlón            | Persecución M               |
| Erik Lesser Benedikt Doll Arnd Peiffer Simon Schempp             | Biatlón            | Relevo M                    |
| Eric Frenzel                                                     | Combinada nórdica  | TG + 10 km M                |
| Johannes Ludwig                                                  | Luge               | Individual M                |
| Toni Eggert Sascha Benecken                                      | Luge               | Doble M                     |
| Ramona Hofmeister                                                | Snowboard          | Eslalon gigante paralelo F  |